# Renate Zschau
Renate Zschau född 23 oktober 1967 i Östtyskland. är en tysk före detta handbollsmålvakt.

## Klubbkarriär
Renate Zschau spelade för SC Leipzig i Oberliga den högsta divisionen i Östtyskland, och sedan från 1990 till 1997 för Buxtehuder SV.  Zschau spelade 136 tävlingsmatcher för Buxtehuder SV och gjorde åtta mål. Med SC Leipzig vann hon IHF-cupen 1986 och blev östtysk mästare säsongen 1988.

## Landslagskarriär
Renate Zschau spelade i Östtysklands damlandslag vid världsmästersksapet i handboll för damer 1986 i Nederländerna och slutade på fjärde plats med laget. Hon var tredje målvakt i truppen och användes bara i en match, på en straff. Med Tysklands damlandslag i handboll slutade hon tvåa vid EM 1994 i Tyskland. Vid EM 1994 spelade hon i fyra matcher.

## Meriter i klubblag
- Östtysk mästare 1988 med SC Leipzig
- Vinnare av IHF-cupen 1986  med SC Leipzig.